# غريني (مين)
غريني (بالإنجليزية: Greene, Maine)‏ هي بلدة أمريكية تقع في الولايات المتحدة في مقاطعة أندروسكوجين. يقدر عدد سكانها بـ 4,350 نسمة ومساحتها 91.14 كم2 ووترتفع عن سطح البحر 102 متر.

## التركيبة السكانية
قام مكتب تعداد الولايات المتحدة بتحديد بيانات التركيبة السكانية لغريني في تعداد الولايات المتحدة. في ما يلي، التركيبة السكانية حسب تعدادي 2000 و2010.

### تعداد عام 2000
بلغ عدد سكان غريني 4,076 نسمة بحسب تعداد عام 2000، وبلغ عدد الأسر 1,494 أسرة وعدد العائلات 1,186 عائلة مقيمة في البلدة. في حين سجلت الكثافة السكانية 125.8 نسمة لكل ميل مربع (48.6/كم2). وبلغ عدد الوحدات السكنية 1,680 وحدة بمتوسط كثافة قدره 51.9 نسمة لكل ميل مربع (20.0/كم2).
وتوزع التركيب العرقي للبلدة بنسبة 98.48% من البيض و 0.10% من الأمريكيين الأصليين و 0.29% من الأمريكيين ذوي الأصول الآسيوية و 0.47% من الأمريكيين الأفارقة و 0.59% من عرقين مختلطين أو أكثر.
بلغ عدد الأسر 1,494 أسرة كانت نسبة 39.1% منها لديها أطفال تحت سن الثامنة عشر تعيش معهم، وبلغت نسبة الأزواج القاطنين مع بعضهم البعض 66.2% من أصل المجموع الكلي للأسر، ونسبة 7.8% من الأسر كان لديها معيلات من الإناث دون وجود شريك، وكانت نسبة 20.6% من غير العائلات. تألفت نسبة 15.3% من أصل جميع الأسر من أفراد ونسبة 5.0% كانوا يعيش معهم شخص وحيد يبلغ من العمر 65 عاماً فما فوق. وبلغ متوسط حجم الأسرة المعيشية 2.99، أما متوسط حجم العائلات فبلغ 2.71.
بلغ العمر الوسطي للسكان 37 عاماً. وكانت نسبة 26.6% من القاطنين تحت سن الثامنة عشر، وكانت نسبة 6.0% بين الثامنة عشر والأربعة وعشرون عاماً، ونسبة 33.2% كانت واقعةً في الفئة العمرية ما بين الخامسة والعشرون حتى والأربعة وأربعون عاماً، ونسبة 25.3% كانت ما بين الخامسة والأربعون حتى الرابعة والستون، ونسبة 8.9% كانت ضمن فئة الخامسة والستون عاماً فما فوق. يوجد لكل 100 أنثى 100.6 ذكر، ويوجد لكل 100 أنثى في الثامنة عشر من عمرها فما فوق 99.3 ذكر.
بلغ متوسط دخل الأسرة في البلدة 48,017 دولار، أما متوسط دخل العائلة فبلغ 52,857 دولار. وكان متوسط دخل الذكور 33,894 دولار مقابل 23,006 دولار للإناث. وسجل دخل الفرد الخاص بالبلدة 19,452 دولار. وكانت نسبة 5.0% من العائلات ونسبة 6.5% من السكان تحت خط الفقر، وكان من هؤلاء نسبة 6.9% تحت سن الثامنة عشر ونسبة 5.5% في الخامسة والستين من العمر وما فوق.

### تعداد عام 2010
بلغ عدد سكان غريني 4,350 نسمة بحسب تعداد عام 2010، وبلغ عدد الأسر 1,676 أسرة وعدد العائلات 1,246 عائلة مقيمة في البلدة. في حين سجلت الكثافة السكانية 134.8 نسمة لكل ميل مربع (52.0/كم2). وبلغ عدد الوحدات السكنية 1,880 وحدة بمتوسط كثافة قدره 58.2 لكل ميل مربع (22.5/كم2).
وتوزع التركيب العرقي للبلدة بنسبة 97.6% من البيض و 0.2% من الأمريكيين الأصليين و 0.2% من الأمريكيين ذوي الأصول الآسيوية و 0.4% من الأمريكيين الأفارقة و 1.4% من عرقين مختلطين أو أكثر.
بلغ عدد الأسر 1,676 أسرة كانت نسبة 33.5% منها لديها أطفال تحت سن الثامنة عشر تعيش معهم، وبلغت نسبة الأزواج القاطنين مع بعضهم البعض 59.4% من أصل المجموع الكلي للأسر، ونسبة 9.7% من الأسر كان لديها معيلات من الإناث دون وجود شريك، بينما كانت نسبة 5.3% من الأسر لديها معيلون من الذكور دون وجود شريكة وكانت نسبة 25.7% من غير العائلات. تألفت نسبة 18.1% من أصل جميع الأسر من أفراد ونسبة 7.2% كانوا يعيش معهم شخص وحيد يبلغ من العمر 65 عاماً فما فوق. وبلغ متوسط حجم الأسرة المعيشية 2.91، أما متوسط حجم العائلات فبلغ 2.59.
بلغ العمر الوسطي للسكان 42.6 عاماً. وكانت نسبة 22.6% من القاطنين تحت سن الثامنة عشر، وكانت نسبة 6.2% بين الثامنة عشر والأربعة وعشرون عاماً، ونسبة 25% كانت واقعةً في الفئة العمرية ما بين الخامسة والعشرون حتى والأربعة وأربعون عاماً، ونسبة 34% كانت ما بين الخامسة والأربعون حتى الرابعة والستون، ونسبة 12.2% كانت ضمن فئة الخامسة والستون عاماً فما فوق. وتوزع التركيب الجنسي للسكان بنسبة 50.8% ذكور و49.2% إناث.